# カルロス・サルシド
カルロス・サルシード（Carlos Salcido, 1980年4月2日 - ）は、メキシコの元サッカー選手。現役時代のポジションはディフェンダーと守備的ミッドフィルダー。

## 経歴
2004年にメキシコ代表デビュー。FIFAコンフェデレーションズカップ2005準決勝・アルゼンチン戦で代表初得点を決めた。2007 CONCACAFゴールドカップで準優勝、2011 CONCACAFゴールドカップでは優勝を果たした。またオーバーエージ枠で出場した2012年ロンドンオリンピックではメキシコ史上初の金メダルを獲得した。また、2006、2010、2014 FIFAワールドカップにも出場した。メキシコ代表として国際Aマッチ124試合に出場、10得点をあげた。

## 代表歴

### 出場大会
- メキシコ代表
  - 2006 FIFAワールドカップ
  - 2010 FIFAワールドカップ
  - 2014 FIFAワールドカップ

### 試合数
- 国際Aマッチ 124試合 10得点（2004年-2014年）[1]

| メキシコ代表 | 国際Aマッチ | 国際Aマッチ |
| 年           | 出場        | 得点        |
| ------------ | ----------- | ----------- |
| 2004         | 5           | 0           |
| 2005         | 22          | 2           |
| 2006         | 9           | 0           |
| 2007         | 13          | 1           |
| 2008         | 11          | 2           |
| 2009         | 8           | 1           |
| 2010         | 13          | 0           |
| 2011         | 15          | 1           |
| 2012         | 9           | 3           |
| 2013         | 14          | 0           |
| 2014         | 5           | 0           |
| 通算         | 124         | 10          |